# ویدئوی پیداشده

پوستر فیلم پروژه جادوگر بلر (۱۹۹۹)، از آثار مشهور و مهم در ژانر ویدئوی پیداشده

در مطالعات ژانر، ویدئوی پیداشده (به انگلیسی: Found footage) یک ژانر فیلم است که در آن تمام یا بخشی از اتفاقات داستان از طریق ویدئوهایی که توسط شخصیت‌های داستان ضبط‌شده یا در حال ضبط است، روایت می‌شود. در این ژانر، یک یا چندین شخصیت در داستان، اقدام به فیلم‌برداری می‌کنند و فیلم از طریق تصاویر همان دوربین روایت می‌شود. یکی از ایده‌هایی که در سبک ویدئوی پیداشده زیاد تکرار شده‌است، حضور عده‌ای فیلم‌ساز جوان برای ساخت یک فیلم مستند است. در این سبک فیلم‌سازی برای نزدیک‌شدن به واقع‌گرایی، حوادث معمولاً در زمان واقعی رقم می‌خورد و دوربین در اکثر مواقع لرزان است.
تاکنون آثار زیادی در سبک ویدئوی پیداشده ساخته شده‌است اما با این حال، بیشتر آثار ساخته شده در این ژانر، فیلم ترسناک هستند. یکی از مشهورترین آن‌ها، فیلم ترسناک پروژه جادوگر بلر است که به یک فیلم کالت شد. از دیگر فیلم‌های ترسناک در این سبک می‌توان به فعالیت فراطبیعی، کانیبال هولوکاست، ملاقات، غیردوستانه، وی/اچ/اس، آرئی‌سی، قرنطینه و تونل اشاره کرد. به غیر از ژانر ترسناک، آثاری همچون منطقه ۹ و کلاورفیلد در ژانر علمی-تخیلی و اکشن و پروژه ایکس در ژانر کمدی از این سبک برای روایت داستان خود استفاده کرده‌اند.
معمولاً بسیاری از فیلم‌سازان جوان و دانشجو برای شروع ساخت پروژه‌های اولیه خود و ساخت فیلم از این سبک استفاده می‌کنند زیرا معمولاً هزینه و بودجه کمتری نسبت به روش‌های معمول فیلم‌سازی دارد. در ویدئوی پیداشده معمولاً از چهار تکنیک سینمایی، شامل روایت اول شخص، شبه‌مستند، مستندنما و روایت خبری استفاده می‌شود. همچنین نشان دادن تصاویر از طریق سیستم تصاویر مداربسته یکی دیگر از ویژگی‌های این ژانر است.

## تاریخچه
ریشه پیدایش ویدئوی پیداشده به عنوان یک سبک قصه‌گویی به ادبیات بازمی‌گردد. برای مثال؛ سبک رمان نامه‌نگارانه که در آن حوادث از طریق نامه‌نگاری یا دفتر خاطرات روزانه شخصیت‌های داستان تعریف می‌شود. همانند سینما، در ادبیات نیز بیشتر در داستان‌های ترسناک از این شیوه استفاده شده‌است. دو داستان مشهور دراکولا و فرانکنشتاین از این شیوه برای تعریف داستان خود استفاده کرده‌اند.
نخستین تلاش‌ها در فیلم‌سازی برای ساخت آثاری در سبک ویدئوی پیداشده به دهه ۱۹۶۰ و فیلم ارتباط (۱۹۶۱) اثر شرلی کلارک بازمی‌گردد که در آن نشانه‌های این ژانر دیده می‌شود. فیلم کانیبال هولوکاست (۱۹۸۰) یکی دیگر از آثاری است که اغلب به عنوان نخستین فیلم در ژانر ویدئوی پیداشده شناخته می‌شود. آثار این ژانر دارای چندین رویکرد هستند؛ گاهی ممکن است به شکل یک فیلم خام ارائه شوند و گاهی نیز بعد از انجام تدوین و و حتی اضافه شدن راوی به شکل یک فیلم دربیاید که توسط دیگران «پیداشده» است که نام ژانر از اینجا می‌آید.
در سال ۱۹۹۹ و بعد از پروژه جادوگر بلر که تبدیل به یک فیلم کالت شد این ژانر شهرت و محبوبیت بیش‌تری پیدا کرد. در سال‌های بعد، صنعت سینما شاهد آثار زیادی در سبک ویدئوی پیداشده بود که برخی از آن‌ها همچون فعالیت فراطبیعی (۲۰۰۷)، کلاورفیلد (۲۰۰۸) و تاریخچه (۲۰۱۲) به موفقیت تجاری در گیشه رسیدند. به دلیل ارزان‌بودن هزینه ساخت فیلم‌های ویدئوی پیداشده، این سبک مورد استقبال تهیه‌کنندگان فیلم قرار گرفت. از آن‌جایی که آثار این سبک معمولاً شکل و شمایل مستندهایی آماتور را دارند و و تعداد شخصیت‌های آن محدود است، در نتیجه هزینه ساخت آن‌ها بسیار پایین‌تر از روش‌های معمولی فیلم‌سازی است. نویسنده و کارگردان آمریکایی، کریستوفر لندون که چندین فیلم ترسناک در سبک ویدئوی پیداشده ساخته‌است معتقد است که در آینده، سبک ویدئوی پیداشده در ژانری غیر از ترسناک نیز گسترش پیدا خواهد کرد.
استفاده از این سبک فقط محدود به سینما نیست و در موزیک ویدئوهایی همچون لایروبی آب و سریال‌های تلویزیونی مثل داستان ترسناک آمریکایی: رونوک از آن استفاده شده‌است.